# 堀越学園理事長汚職事件
堀越学園理事長汚職事件（ほりこしがくえんりじちょうおしょくじけん）は、群馬県に拠点を置いていた学校法人堀越学園の理事長によって起こされた汚職事件。

## 概要
2009年1月に学校法人堀越学園の理事長であった人物は、暴力団に20億円もの学校債を盗まれており、このことについての相談をするために知人を介してフィクサーを紹介される。そうするとそのフィクサーは全額を回収することができて、理事長はそのフィクサーの事務所に日参するようになり、そのフィクサーを学園顧問に就任させる。堀越学園の構内には立派な古民家があったことから、そのフィクサーはそこに空手道本庁を設置して、2009年8月より美術品を展示した。それから理事長はこの展示されている美術品を無断で借金の担保に入れて、2010年5月に売却してしまった。フィクサーは高槻警察署にこのことでの被害届を出すが、警察は2週間で捜査班を解散して、それからは電話にも出なくなってしまった。2012年9月にフィクサーは警察はあてにならないと判断して、前橋地方検察庁に乗り込んで、検事正に直談判をしたことで事件化されることになった。
群馬県警察は2012年11月30日に学校法人堀越学園の理事長であった人物を、知人から借りた古美術品を無断で担保に入れたとして横領の疑いで逮捕した。この時の逮捕容疑では、2010年1月頃に学校法人堀越学園が貸金業者から融資を受けるために知人男性から借りていた美術品数十点のうちの一部を無断で担保を設定していたことが横領になるということから。この件の裁判での第一審では、元理事長は検察側からの論告に対しては、ひたすらその通りであると罪を認めて謝罪した。2013年2月25日に前橋地方裁判所で判決が下され、元理事長には懲役2年６カ月の実刑となった。2013年6月20日には東京高等裁判所で控訴審の判決が下され、第一審が破棄され、懲役3年執行猶予5年が言い渡された。裁判長は窮地に陥った学校法人の資金繰りのためで私利私欲ではなく、被害者と示談も成立しているということから実刑は重すぎると判断していた。
2013年12月4日に群馬県警察は、執行猶予期間中であった学校法人堀越学園の理事長であった人物を電磁的公正証書原本不実記録と電磁的公正証書原本不実共用容疑で逮捕した。逮捕容疑は2013年6月中旬に学校法人堀越学園に金を貸し付けたことなどの登記申請に必要な書類を偽造して、学校法人堀越学園所有の土地や建物に抵当権設定の仮登記をしたことなど。
それから学校法人堀越学園は破産することになる。元理事長はこの破産を巡っても、横領や破産法違反などの罪で逮捕される。